# 新発田市五十公野公園野球場
新発田市五十公野公園野球場（しばたし・いじみのこうえん・やきゅうじょう）は、新潟県新発田市の五十公野公園内にある野球場。

## 歴史
1992年4月開場。それまで市中心部、新発田城址の敷地内、陸上自衛隊新発田駐屯地の隣接地にあった新発田市営球場（1950年完成、1991年閉場）が老朽化したのに伴い、市東郊の五十公野公園に新たに建設されたものである。開場以来、高校野球、社会人野球などアマチュア野球公式戦が行われている。
プロ野球の一軍公式戦の開催実績はないが、1997年4月19日、新発田市制50周年記念事業の一環としてイースタン・リーグ公式戦・読売ジャイアンツ対横浜ベイスターズ戦が開催された。また、ベースボール・チャレンジ・リーグの新潟アルビレックス・ベースボール・クラブが2007年の発足時より公式戦を開催している。
2011年3月31日までは、施設は新発田市が所有し、新発田市まちづくり振興公社が指定管理者として運営管理を行う形をとっていた。

## 施設概要
- 両翼：97.6m（表記上は98m[2]）、中堅：122m[2]
- 内野：クレー舗装、外野：天然芝
- 照明設備：6基[2]
- スコアボード：得点表示部＝磁気反転式（7セグメント）、その他＝パネル式
- 収容人員：11,000人[2]（ネット裏＝ベンチ席、一・三塁側＝コンクリート階段、外野＝芝生）

## 公園内その他の施設
- 新発田市五十公野公園陸上競技場（グリーンスタジアムしばた）